# Angraecum acutipetalum
Angraecum acutipetalum är en orkidéart som beskrevs av Rudolf Schlechter. 
Angraecum acutipetalum ingår i släktet Angraecum och familjen orkidéer.

## Underarter
Arten delas in i följande underarter:
- A. a. acutipetalum
- A. a. analabeensis
- A. a. ankeranae